# 건설병
건설병(독일어: Bausoldat, BS)은 1964년부터 1990년까지 독일 민주 공화국의 군사인 동독 국가인민군의 비전투 임무였다. 건설병은 징병제를 받아들였지만 무장 복무를 거부하고 비무장 건설 부대에서 복무했던 양심적 병역 거부자들이었다. 건설병은 바르샤바 조약 기구에서 유일하게 합법적인 양심적 병역 거부 형태였다.

## 역사

### 배경
1961년 8월 베를린 장벽 건설 이전에는 독일 민주 공화국(GDR 또는 동독)의 병역은 전적으로 자원 병역이었지만, 공립학교와 자유독일청년단이 집중적인 모집 활동을 벌였고, 병역은 종종 미래 경력 발전의 전제 조건이었다. 독일 연방 공화국(서독)은 1956년 독일 연방방위군이 창설된 지 1년 만에 냉전 중 잠재적인 제3차 세계 대전을 위해 군사력을 극대화하기 위해 징병제를 도입했다. 동독 당국은 징병제 도입을 꺼렸는데, 이는 이미 공화국탈주로 알려진 서독으로 합법적으로 이주하는 시민들의 수가 늘어날 것을 우려했기 때문이기도 하다. 그러나 베를린 장벽 건설은 동독에서의 이민이 급격히 감소하는 결과를 낳았고(이제 사실상 불법화됨) 그 수는 연간 수십만 명에서 수백 명으로 줄어들었다.

### 창설
1962년 1월 24일, 동독은 징병제를 도입하여 18세에서 60세 사이의 모든 남성이 동독 국가인민군(NVA)에서 18개월간 복무하도록 의무화했다. 이 결정은 동독의 기독교 교회들로부터 강한 저항을 받았는데, 그들은 평화주의적 이유로 무장 복무를 거부하는 양심적 병역 거부자들을 위한 대안이 없었기 때문에 군사 징병제를 거부했다. 1962년과 1963년에 1,000명 이상의 동독 남성들이 의무 병역을 거부하고 체포되자, 동독 당국은 무장 복무에 대한 대안을 제공해야 한다는 압력을 받았다. 1964년, 평화주의자들의 저명한 구성원인 에밀 푹스는 동독 정부와 협상하여 양심적 병역 거부자들이 비전투 임무에서 징병 복무를 할 수 있도록 허용하는 데 성공했고, 이는 바르샤바 조약 기구 국가 중 유일하게 이를 허용하는 국가가 되었다. 동독 국방위원회는 "종교적 관점이나 유사한 이유로 무장 병역을 거부하는" 징집 연령 남성을 위한 건설 부대(Baueinheiten)의 창설을 승인했다. 건설 부대는 동독 양심적 병역 거부자들에게는 승리로 여겨졌지만, 실제로는 정부가 평화주의적 사상에 오염될 것을 우려했던 일반 징집병들로부터 그들을 격리하기 위한 계획된 조치였다. 또한, 건설병은 만성적인 노동력 부족에 시달리던 동독에 값싼 노동력의 큰 원천을 제공했다.

### 복무 조건
건설병 또는 "건설 군인"은 제복을 입고, 막사에서 군율 하에 생활했으며, 일반 군인처럼 의무적으로 18개월을 복무해야 했지만, 무기를 휴대할 필요가 없었고 전투 훈련도 받지 않았다. 그들은 독일어로 가래 (농기구)를 뜻하는 단어의 준말인 "Spatensoldaten" 또는 "Spati"라는 별명을 얻었고, 이는 그들의 제복에 새겨져 있었다. 이론적으로 건설병은 민간 건설 프로젝트에만 사용되어야 했지만, 1973년 교회들이 그들의 사용에 항의하기 시작할 때까지 군사 시설을 짓는 데 사용되었다. 대신, 그들은 탱크 및 군사 장비 수리, 원예사, 군사 병원의 간호사 또는 주방과 같은 군사 기관에서 비교적 "민간"적인 임무를 받았다. 동독 후기에는 많은 건설병들이 화학공업이나 갈탄 광산과 같이 노동력 부족을 겪는 대규모 국영 기업에서도 일했다. 겉으로는 평화로워 보였지만, 건설 부대의 병사들은 "모든 적과 싸우고 상사에게 무조건 복종하겠다"는 충성 맹세를 해야 했지만, 1980년대에는 "국방 준비 태세를 강화하겠다"는 맹세로 대체되었다. 건설 프로젝트에 노동력이 필요했기 때문에 건설 부대에 대한 수요는 창설 직후 급증했으며, 1966년에는 4개 대대가 추가로 설치되었다. 뤼겐섬의 프롤라는 자스니츠에 있는 묵란 페리항 건설을 위해 500명 이상의 남성을 수용하며 건설병의 가장 큰 집결지가 되었다. 1968년, 동독 정부가 바르샤바 조약군의 체코슬로바키아 침공을 암묵적으로 지지하면서 건설 부대에 대한 수요가 급증했는데, 이는 많은 젊은 동독 남성들을 경악하게 했고 양심적 병역 거부 급증으로 이어졌다.
건설 부대에서의 복무는 합법적이었지만, 이념적 이유와 징집병들이 "더 쉬운" 건설 부대에서 무장 복무를 피하려는 것을 단념시키기 위해 의도적으로 낙인찍혔다. 원래 건설 부대는 작업 중대("노동 중대") 및 작업 대대("노동 대대")와 같은 이름으로 죄수부대처럼 명명되었지만, 이러한 명칭은 나치 강제 수용소의 슈트라프코만파니와 유사하다고 간주되어 폐지되었다. 동독은 양심적 병역 거부자들을 잠재적인 국가의 적으로 보았고, 의무 복무를 마친 후에도 전 건설병들은 국가 기관에서 적극적으로 차별을 받았다. 건설병 복무 기록은 고용, 경력 발전 및 국립 고등 교육 시스템에서의 기회 박탈로 이어질 수 있었다. 1970년대에 동독 지도자들은 전 건설병들이 민간 영역으로 복귀할 때 불리한 입장에 있음을 인정했다. 1984년, 에리히 호네커 서기장과 하인츠 호프만 국방장관은 건설병들이 더 이상 그러한 차별을 받지 않는다고 주장했다. 다른 병역을 마친 사람들과 마찬가지로 그들은 대학 입학 과정에서 우선권을 받았다.

### 해체
1980년대에 동독의 점진적인 쇠퇴는 성장하는 평화주의 운동과 집권 독일 사회주의통일당(SED)에 대한 반대에서 건설 부대에서조차 의무 병역에 대한 저항을 증가시켰다. 많은 현역 건설병들은 반대 운동에 속했고, 동독의 젊은이들은 점점 더 대체복무제를 요구하기 시작했다.
1990년 1월 1일, 건설 부대가 해체되고 1,500명의 건설병이 석방되었으며, 나머지 구성원들은 동독 해체와 독일의 재통일을 며칠 앞둔 1990년 10월 초에 동독 국가인민군에서 해제되었다. 건설 부대의 해체는 1989년 11월 9일 베를린 장벽 붕괴 한 달여 만에 이루어진, 유일한 비-SED이자 민주적으로 선출된 동독의 수상인 로타어 데메지에르 정부 하의 의도적인 정치적 행위였다.

## 저명한 전 건설병
- 루돌프 알브레히트 – 개신교 목사이자 동독 교회 평화 운동 대표
- 안드레아스 아멘데 – 독일 연방의회 의원
- 크리스트프리트 베르거 – 에큐메니즘 분야의 동독 개신교 신학자
- 볼프강 비르틀러 – 수의사; 브란덴부르크 주 농업, 환경 및 공간 계획 장관 (1999-2004)
- 마르틴 뵈트거 – 물리학자, 시민권 운동가 및 정치인, 1990–1994년 작센 주 의회 의원, 2001–2010년 전 슈타지 기록 보존 및 조사 독일 연방 기관인 BStU 켐니츠 지부장
- 하랄트 브레트슈나이더 – 개신교 목사이자 동독 교회 평화, 환경 및 인권 운동 대표
- 스테판 도르게를로 – 신학자 및 정치인, 작센안할트 주 교육부 장관
- 베른트 아이젠펠트 – 역사가 및 동독 반체제 인사
- 라이너 에펠만 – 목사이자 정치인 (동독 군비 축소 및 국방부 유일한 장관)
- 군터 프리치 – 정치인; 브란덴부르크 주 식량, 농업 및 임업 장관. 브란덴부르크 주 의회 의장
- 안드레아스 그라파틴 – 정치인, 작센 주 의회 의원
- 프랑크 헴펠 – 정치인
- 랄프 히르쉬 – 동독 반체제 인사 및 인권 운동가
- 귄터 홀바스 – 블루스 음악가
- 요한-게오르크 예거 – 정치인 (동맹 90/녹색당), 국회의원
- 카를-아우구스트 카밀리 – 정치인, 사민당 부의장
- 존 킴메 – 변호사
- 토마스 크레치머 – 시민권 운동가이자 동독의 정치범
- 헨드릭 리어쉬 – 코르비누스 출판사 발행인
- 하이코 리츠 – 시민권 운동가, 전 정치인 (신포럼, 동맹 90/녹색당)
- 프랑크-볼프 마티스 – 작가
- 게르하르트 미스터펠트 – 정치인, 작센안할트 주 의회 부의장
- 마르틴 모르그너 – 시인, 극작가 및 역사가
- 안드레아스 오토 – 정치인 (녹색당)
- 베르트 파펜푸스-고렉 – 시인
- 게르트 포페 – 물리학자, 시민권 운동가 및 정치인; 연방 정부 인권 위원 (1998–2003)
- 위르겐 렌네르트 – 작가
- 프랑크 리히터 – 신학자, 드레스덴 20인 그룹 설립자, 작센 주 시민 교육 기관장
- 게르하르트 쇤 – 작곡가
- 라인하르트 슐트 – 시민 및 정치 운동가 및 지도자
- 베르너 슐츠 – 시민권 운동가 및 정치인, 독일 연방의회 의원
- 게오르크 자이델 – 극작가
- 볼프강 티펜제 – 1998–2005년 라이프치히 시장; 2005–2009년 연방 교통, 건설 및 도시 개발 장관
- 마티아스 티트케 – 언론인, 작가, 극우주의자
- 루돌프 차페 – 천체물리학자 및 시민권 운동가
- 니콜라스 포스 – 정치 관료
- 군터 바이스게르버 – 정치인
- 잉고 침머만 – 언론인 및 미술사학자

## 같이 보기
- 동독의 양심적 병역 거부
- 사회 평화 봉사
- 국가 노동 봉사단